# Astylosternus diadematus
Astylosternus diadematus – gatunek płaza bezogonowego z rodziny artroleptowatych (Arthroleptidae).

## Występowanie
Sądzono, że jest to endemit zachodniego Kamerunu, ale odkryto też jego obecność w Obudu Cattle Ranch w skrajnie wschodniej Nigerii. Jego zasięg występowania obejmuje m.in. górę Kamerun i Park Narodowy Korup.
Nie można wykluczyć, że osobniki przypominające niniejszy gatunek zamieszkujące górę Manengouba i Buéa na zboczach góry Kamerun mogą należeć do innego, jeszcze nieopisanego przez naukę gatunku.
Żyje na wysokości 250–1100 m n.p.m. Zamieszkuje wody płynące i ich okolice w lasach nizinnych i podgórskich. Może przetrwać w środowisku do pewnego stopnia zdegradowanym przez człowieka.

## Rozmnażanie
Rozród przebiega w strumieniach i małych bagnach poprzecinanych przez niewielkie cieki wodne. Kijanki rozwijają się w czystej, płynącej wodzie.

## Status
W Czerwonej księdze gatunków zagrożonych IUCN płaz ten od 2017 roku klasyfikowany jest jako gatunek najmniejszej troski (LC, ang. Least Concern); wcześniej, od 2004 roku uznawano go za gatunek narażony (VU, ang. Vulnerable).
W przeciwieństwie do większości płazów zwierzę to jest bardzo liczne, jeśli znajdzie odpowiadające mu siedlisko. Jednakże liczebność populacji maleje.
Zagrażają mu głównie rozwój rolnictwa i wyręb lasów. Lokalnie zagraża mu też odłów w celach konsumpcyjnych.